# Telemuncă
Telemunca (tele-munca, telelucrul sau telework) este activitatea prin care se utilizează Tehnologia Informației și Comunicațiilor (TIC) pentru realizarea unei activități lucrative la distanță de locul unde este nevoie de rezultatul muncii sau de locul unde s-ar fi desfășurat lucrul în mod normal.
În ultimii ani, s-au dezvoltat rapid noi tehnologii informaționale și de comunicare, astfel încât în centrul dezbaterilor științifice, politice și economice din ultima perioadă a stat apariția și dezvoltarea Societății Informaționale, generatoare de noi oportunități de lucru dar și de schimbări esențiale în ceea ce privește natura lucrului și modul de lucru, schimbări comparabile cu cele petrecute în revoluția industrială. 
În acest context, telelucrul (TL) a devenit domeniu strategic din punct de vedere teoretic și practic, deoarece:
- reprezintă o soluție cu potențial practic important;
- se poate dezvolta repede;
- poate influența în bine viața multor europeni;
- este un excelent promotor al noilor procese și tehnologii avansate;
- este o componentă a noii revoluții științifice și tehnologice, orientată spre societatea bazată pe informație și cunoaștere.

Telelucrul, ca un nou mod de a lucra prin efectuarea unei activități (forme de lucru) flexibile în timp și la distanță, utilizând tehnologia informațională și comunicațiile avansate, se concretizează în teleactivități și teleservicii.
Telelucrul include:
- Telelucrul mobil: când unei părți din personalul unei firme (TIC) i se permite să fie mai mult timp în contact cu clienții sau să livreze, în timp ce nu este la birou, o serie de servicii care implică, în mod normal, prezența în birourile companiei.

- Telecentre: oferă facilități de birouri locale pentru persoanele care nu vor să lucreze acasă, dar intenționează să profite de avantajele oferite de TL. Fiecare angajat lucrează în biroul firmei aflat cel mai aproape de el sau cel mai convenabil, iar aceste centre sunt cuplate prin rețeaua electronică. Ele pot aparține unei singure companii sau compania interesată poate să închirieze o parte din acestea în scopul telelucrului.
- Telecomunități (Telecottages): comunități locale cu acces, datorită marii performanțe a TIC, la avantajele dezvoltării și la societatea care îi lipsește unui lucrător acasă, numite așa datorită originii lor în zonele rurale. Prima telecomunitate a existat în Scandinavia. Telecomunitățile au următoarele avantaje:
  - posibilități îmbunătățite de instruire;
  - regenerare economică;
  - rol social.
- Modificare funcțională: funcțiile afacerii care inițial erau localizate aproape de client sunt concentrate și livrate la distanță; activitățile includ:
  - front office - vânzări care înainte erau efectuate "în drumul cumpărătorului", iar acum sunt făcute prin telefon sau rețea[3]
  - back office - acele activități de întreținere și service realizate înainte "la fața locului", care sunt îndeplinite oriunde în lume, folosindu-se accesul la distanță.

Se poate considera, de asemenea, că TL include echipe de lucru dispersate prin care, de exemplu, o companie de inginerie folosește trei sau mai multe echipe în zone geografice diferite, fapt care îi permite să lucreze 24 ore pe zi, datorită decalajului orar dintre zone, fiecare echipă "predând ștafeta" alteia la sfârșitul zilei sale de lucru.
La toate aceste terminologii și clasificări consacrate se poate adăuga o noțiune utilizată în prezent pe internet, dar care nu este legată în mod special de conceptul de telelucru: comunitățile virtuale. Aceste "orașe ale internetului" cunosc în prezent o dezvoltare explozivă, constituindu-se, în același timp, ca principalele centre de inițiere și dezvoltare a multor telelucrători.
De asemenea, o activitate de viitor în domeniul TL o reprezintă înființarea unor companii virtuale fără statut juridic, în cadrul cărora mai mulți telelucrători cu calități complementare se unesc pentru a satisface, simultan, o gamă cât mai diversă de solicitări, unindu-și eforturile și ajutându-se reciproc.

## Definiții
Telelucrul este, prin definiție, activitatea prin care se utilizează calculatoarele și telecomunicațiile pentru a schimba geografia de lucru acceptată.
Telecomutarea (telecommuting) sau remote work dlucrul de acasă) sunt termeni folosiți în SUA, în timp ce termenul de telelucru (telework) se folosește mai mult în Europa.
Termenul de telecomutare a fost folosit pentru prima data de Jack Nilles, care a jucat un rol principal în promovarea acestui concept în SUA, fiind apoi popularizat de futuristul Francis Kinsman în cartea sa Telecomutatorii (1987). Termenul de telelucru a fost popularizat în Europa de Comisia Europeană, care a sponsorizat importante cercetări în domeniu. 
Legat de această activitate, se utilizează următoarea terminologie specifică:
Telelucrător, telecomutator: cineva care lucrează acasă tot timpul sau o parte din el. Termenul poate, de asemenea, să se refere la cineva care comută pe o distanță mică, de exemplu la un telecentru, în loc să lucreze într-un sediu mai îndepărtat. Telelucrătorii pot fi: 
- cu contract
- semiangajați sau liber profesioniști (freelancer)
- informali sau iliciți
- antreprenoriali.

### Cine poate fi numit telelucrător?
"Persoana care lucrează în mod regulat minim o zi (ca zi de muncă) pe săptămână, de la distanță, pe baza unui contract scris sau a unei înțelegeri mutuale, folosind echipamente și tehnologie de telecomunicații". 
Unii autori fac distincție între următoarele categorii:
- telelucrători „marginali": una-două zile pe lună lucrate la domiciliu;
- telelucrători „substanțiali": cu una sau mai multe zile pe săptămână;
- telelucrători „dominanți": cu trei sau mai multe zile pe săptămână.

După cum se poate observa, esențial în definirea acestor concepte este faptul că supervizarea muncii, contactele cu șefii (ierarhia superioară), cu colegii și cu beneficiarii sau clienții trebuie realizate - cel puțin parțial - prin telecomunicații, precum și rezultatele muncii trebuie să fie prezentate în acest mod.
Trebuie făcută distincția între angajați și persoanele care lucrează pe cont propriu. Persoanele care lucrează pe cont propriu au ca loc de muncă propria locuință, comunicând prin rețele de telecomunicații; nu orice lucrător la domiciliu este însă obligatoriu și un telelucrător.
De asemenea, trebuie făcută o distincție clară între persoanele care lucrează acasă peste programul normal de lucru, permanent sau doar la sfârșit de săptămână, și telelucrători.
Telelucrătorii pot fi:
- persoane care lucrează la domiciliu;
- persoane care se deplasează frecvent la domiciliul clienților, dar al căror loc de muncă este acasă;
- persoane care lucrează în centre de telelucru.

Lucrul flexibil: un centru de lucru care folosește o paletă largă de noi practici, inclusiv flexibilitate în localizarea lucrului. Aici se poate încadra și ideea de "hot desk": în loc ca fiecare angajat să aibă biroul și calculatorul propriu, aceștia folosesc de fiecare dată locurile disponibile în acel moment.
Telelucrul concentrativ: concept folosit (de exemplu) de Dell și American Express, care au utilizat telelucrători dispersați în anumite centre delimitate geografic.
Telelucrul offshore: presupune comutarea activității departe de regiunea, orașul sau țara în care domiciliază lucrătorul, datorită facilităților fiscale oferite.
Telelucrul nomad: lucrătorii "nomazi" sunt obligați să călătorească în permanență, locul de muncă fiind oriunde se întâmplă să poposească.

## Avantaje și dezavantaje

### Beneficii
TL implică practici noi, care se pot pune în aplicare prin:
- reducerea costurilor și creșterea performanței calculatoarelor și telecomunicațiilor
- lărgirea accesului la uneltele și serviciile care permit lucrul în rețeaua electronică deschisă
- creșterea dorinței tuturor de a exploata noile metode, de a face afaceri, și de a angaja personal.

TL este atractiv prin:
- creșterea presiunii asupra industriei, pentru a reduce costurile simultan cu îmbunătățirea serviciilor
- îmbunătățirea calității mediului, în special prin impactul asupra drumurilor și mașinilor[11]
- apariția unei economii de rețea, în care TL și telecomerțul vor juca un rol central
- comutarea de la "slujba plătită" la ”oportunități de lucru", cu o creștere a rolului individului și al întreprinderilor mici și mijlocii (IMM).

Toate studiile și analizele efectuate de firme de prestigiu din întreaga lume converg către ideea unor beneficii nete pentru toate părțile implicate:
Pentru lucrători:
- O mai bună concentrare și o optimizare a fluxului de lucru, rezultând o productivitate mai mare;
- Lipsa întârzierilor de la servici datorită traficului aglomerat;
- Timp de lucru și costuri mai mici;
- Oportunități de lucru mai bune;
- Facilități de recrutare;
- Evitarea concediilor medicale;
- Legătură mai bună cu familia;
- Un echilibru mai bun între lucru și viața familială;
- Posibilitatea participării la activitățile comunităților locale;
- Ore de lucru flexibile.

Pentru firme:
- Costuri mai mici;
- Productivitate crescută;
- Motivație mai bună;
- Stabilitate mai mare a personalului;
- Flexibilitate în organizare;
- Conducere flexibilă;
- Rezistență crescută în fața factorilor externi;
- Eliminarea plăților pentru lucrul suplimentar.

Câteva beneficii sociale si economice ale telelucrului sunt:
- Descongestionarea traficului;
- Reducerea deplasării și a poluării;
- Oportunități de lucru mai mari;
- Accesul la lucru pentru oamenii cu dificultăți specifice;
- Regenerarea economică.

### Dezavantaje
Telelucrul, ca un mod nou de lucru, nu e scutit de unele dezavantaje și obstacole.
Pentru angajați, dezavantajele potențiale:
- Problemele de natură tehnică: este necesar un loc de muncă și un echipament adecvat, precum și asistență pentru rezolvarea micilor probleme tehnice care apar;
- Aspectele legislative: nu sunt totdeauna clare, de pildă ce taxe și impozite trebuie plătite (de patron, de angajat). Există și probleme de tip protecția muncii, asigurarea de sănătate, etc.;
- Dezavantaje economice:
  - Anumite firme tind să plătească telelucrătorii mai slab decât pe cei care efectuează activități similare la "sediu";
  - Trebuie să cheltuie mai mulți bani pentru
    - Decorarea/finisarea biroului de lucru;
    - Suplimentarea sau îmbunătățirea sistemului de iluminat;
    - Linii telefonice suplimentare;
    - Costul calculatoarelor și a echipamentelor aferente, inclusiv software;
    - Asigurări suplimentare;
    - Îmbunătățiri la sistemul de acces al biroului de lucru;
    - Mobilier de lucru;
    - Plata unor permise și taxe locale.
- Dar problemele pot fi și de natură socială și emoțională:
  - Izolarea, marginalizarea și lipsa informațiilor privind viața companiei și „jocurile" de putere, ceea ce poate reduce șansa de valorificare a unor noi oportunități, a unor posibile promovări;
  - Modificarea obiceiurilor personale și de familie;
  - Pericolul, mai ales pentru femei, de a lucra aproape dublu și de a se izola de familie;
  - Limitarea interacțiunii normale cu colegii de la locul de muncă;
  - Riscul de a dedica prea mult timp muncii;
  - Riscul izolării profesionale;
  - Pierderea subvențiilor sociale din partea firmei;
  - Pierderea subvențiilor publice.

Telelucrul modifică fundamental modelul de activitate tradițional, bazat pe contiguitatea spațială, conlocuire, prezență și vizibilitate, schimbă rolurile și conceptele organizatorice și manageriale, ceea ce poate da sentimentul de a fi rupt de restul lumii.
Dezavantaje potențiale pentru firme - Probleme manageriale:
- Accesibilitatea angajaților („Unde sunt când ai nevoie de ei?”
- Pierderea controlului („Dacă nu îi pot vedea, nu îi pot controla”)
- Reducerea productivității („Nu cumva ei privesc la TV în loc să lucreze?”);
- Probleme de securitate („Dacă îmi șterg bazele de date și strică fișierele atunci când 	intră pe Internet?”);
- Fluxul informațional;
- Pierderea contactului cu clienții;
- Dificultăți de comunicare;
- Probleme de motivare și disciplină;
- Dificultatea organizării de ședințe operative;
- Îndepărtarea telelucrătorilor de obiectivele și cultura organizației;
- Evaluarea la termene mai scurte a personalului;
- Costuri suplimentare de perfecționare a personalului;
- Costuri mai mari pentru siguranța echipamentelor, programelor și comunicațiilor.

Principala problemă constă în pierderea controlului în sens larg.
Pentru sindicate, pericolul este pierderea contactului cu membrii lor, iar posibilitatea acestora de a participa la viața sindicală și de a fi mobilizați pentru acțiuni revendicative scade mult, ceea ce poate conduce la apariția sentimentului de inutilitate a uniunilor sindicale, situație greu de acceptat de liderii acestora.
Sindicatele au expus, în 1993, următoarele cerințe:
- Acceptarea voluntară a activității în sistem telelucru;
- Acordarea statutului de salariat telelucrătorului, cu toate drepturile aferente;
- Salarii și toate celelalte drepturi la fel ca pentru angajații de la sediu;
- Posibilitatea de a-și întâlni cu regularitate colegii și șefii;
- Acces liber la poșta electronică și telefon pentru legături reciproce;
- Responsabilitatea managerilor de a se afla în contact, cu regularitate, cu personalul angajat;
- Includerea în programe de dezvoltare profesională;
- Întreținerea și înlocuirea echipamentelor, la fel ca în sediul central, suportate de întreprindere;
- Răspunderea patronilor pentru sănatatea telelucrătorilor și pentru protecția muncii.